# کانگ یو سوک
کانگ یو سوک (کره‌ای: 강유석؛ زادهٔ ۱۰ ژوئن ۱۹۹۴) بازیگر اهل کره جنوبی است. او به خاطر ایفای نقش در مجموعه‌های تلویزیونی تسویه حساب: پول و قدرت (۲۰۲۳)، شوالیه سیاه (۲۰۲۳)، وقتی زندگی به تو نارنگی می‌دهد (۲۰۲۵) و دفترچه راهنمای رزیدنت (۲۰۲۵) شناخته می‌شود.

## فیلم‌شناسی

### مجموعه تلویزیونی
| سال  | عنوان                         | نقش            | توضیحات       | منابع  |
| ---- | ----------------------------- | -------------- | ------------- | ------ |
| ۲۰۱۸ | امتحان الهی                   |                |               |        |
| ۲۰۱۸ | آهنگ مرگ                      |                |               |        |
| ۲۰۱۹ | Love As You Taste             |                |               |        |
| ۲۰۱۹ | به آرامی ذوبم کن              | پارک یونگ جون  |               |        |
| ۲۰۲۰ | دکتر رمانتیک                  | جون یونگ       | فصل ۲; قسمت ۸ |        |
| ۲۰۲۰ | بار مرموز سانگاب              | جین ته         |               |        |
| ۲۰۲۰ | یکبار دیگر                    | هان کی یونگ    |               |        |
| ۲۰۲۰ | استارت آپ                     | شین هیون       |               |        |
| ۲۰۲۰ | Growing Season                | وی سون وو      |               |        |
| ۲۰۲۱ | فراتر از شیطان                | ایم گیو سوک    |               |        |
| ۲۰۲۱ | لایت آن می                    | نو شین وو      |               | [ ۵ ]  |
| ۲۰۲۱ | بهترین اشتباه                 | نو شین وو      | فصل ۳         |        |
| ۲۰۲۲ | هنوز خودی نشون ندادم          | کانگ دو سوک    |               |        |
| ۲۰۲۳ | تسویه حساب: پول و قدرت        | جانگ ته چون    |               | [ ۶ ]  |
| ۲۰۲۳ | شوالیه سیاه                   | یون سا وول     |               | [ ۷ ]  |
| ۲۰۲۵ | وقتی زندگی به تو نارنگی می‌دهد | یانگ اون میونگ |               | [ ۸ ]  |
| ۲۰۲۵ | دفترچه راهنمای رزیدنت         | اوم جه ایل     |               | [ ۹ ]  |
| ۲۰۲۵ | سوچودونگ                      | جو چانگ وون    |               | [ ۱۰ ] |
| TBA  | منتالیست                      | کانگ یون وو    |               | [ ۱۱ ] |

## جوایز و نامزدی‌ها
| مراسم جوایز         | سال  | دسته                   | نامزد / اثر            | نتیجه | منابع  |
| ------------------- | ---- | ---------------------- | ---------------------- | ----- | ------ |
| جوایز درامای اس‌بی‌اس | ۲۰۲۳ | بهترین بازیگر مرد جدید | تسویه حساب: پول و قدرت | برنده | [ ۱۲ ] |